# ベルナルド・パスクィーニ

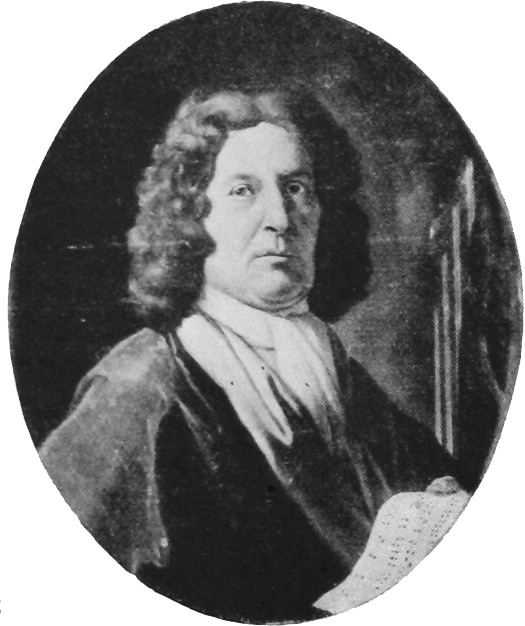
ベルナルド・パスクィーニ

ベルナルド・パスクィーニ（Bernardo Pasquini, 1637年12月7日 - 1710年11月21日）は、イタリア・バロックの教会音楽の作曲家。今日では、フレスコバルディとツィポーリの間をとりもつ、イタリア鍵盤楽曲の作曲家として再評価されている。

## 生涯
トスカナ地方に生まれる。チェスティとロレート・ヴィットーリに師事。若いうちにローマに赴き、ボルゲーゼ公に仕える。Basilica di Santa Maria Maggioreのオルガニストに就任。元スウェーデン女王クリスティーナの庇護の下に活動を続ける。1679年に制作された歌劇《愛はいずこ、苦しみはいずこ Dov'è amore è pieta 》は、クリスティーナを称える作品であった。アレッサンドロ・スカルラッティの二度目のローマ滞在中に（1703年-1708年）、パスクィーニとアルカンジェロ・コレッリは頻繁にスカルラッティのもとに通った。パスクィーニはローマに没し、聖ロレンツォ教会に埋葬された。